# All Lovers
『All Lovers』（オール ラバーズ）は、GARNET CROWのコンセプト・アルバム。

## 解説
2010年8月4日に発売。自身初となるコンセプトアルバム（実質的には、同年2月に発売された『THE BEST History of GARNET CROW at the crest...』に続く3作目のベストアルバム）。特典として、同日発売のライブDVD『GARNET CROW livescope 2010 〜THE BEST TOUR〜』との連動特典応募券が封入されている。
"大切な人に贈りたい曲、大切な人に聴いてもらいたい曲"をテーマにセレクトされた15曲と書き下ろし新曲「空に花火」を収録。本作の収録曲は、これまで発売された2作のベストアルバムには収録されていなかったシングルのカップリング曲とアルバム曲から選曲されている。このためシングルA面曲は、同年4月に発売された「Over Drive」を含め一切収録されていない。
なお後に発売された『GOODBYE LONELY 〜Bside collection〜』にも収録されたカップリング曲は「Love Lone Star」のみである。
ベストアルバム『THE BEST History of GARNET CROW at the crest...』と同様、ジャケットや歌詞ブックレットには本人たちの写真は掲載されていない。また、新曲のプロモーションビデオの制作などはなかったが、発売後の8月26日に藤原いくろうプロデュース、東京シティ・フィルハーモニック管弦楽団との共演でスペシャルライブ「GARNET CROW Symphonic Concert 2010 ～All Lovers～」が行われた。同年12月発売の8thアルバム『parallel universe』には、「空に花火」がこのライブで披露されたオーケストラ・アレンジで収録されたほか、初回限定盤DVDにライブの模様が収録されている。
セールス面では、オリコン初登場16位となり、2004年発売の4thアルバム『I'm waiting 4 you』以来トップ10入りを逃した。

## 収録曲
1. Mr. Holiday
6thアルバム『LOCKS』収録曲。本作発売時に「森永アロエヨーグルト公式アニメーション」の主題歌に起用された。
2. Love Lone Star
27thシングル「夢のひとつ」のカップリング曲。アルバム初収録。カップリング曲では初めてPVが制作されている。
3. やさしい雨 〜相思相愛ver.〜
16thシングル「君を飾る花を咲かそう」のカップリング曲。リアレンジバージョン。アルバム初収録。
4. 今日の君と明日を待つ
3rdアルバム『Crystallize 〜君という光〜』収録曲。
5. CANDY POP
19thシングル「晴れ時計」のカップリング曲。アルバム初収録。
6. over blow
20thシングル「籟・来・也」のカップリング曲。アルバム初収録。
7. 幸福なペット
10thシングル「夢みたあとで」のカップリング曲。アルバム初収録。
8. Cried a little
6thシングル「flying」のカップリング曲。アルバム初収録。
9. U
4thアルバム『I'm waiting 4 you』収録曲。
10. 春待つ花のように
5thアルバム『THE TWILIGHT VALLEY』収録曲。
11. WEEKEND
5thアルバム『THE TWILIGHT VALLEY』収録曲。
12. wonder land
1stアルバム『first soundscope 〜水のない晴れた海へ〜』収録曲。
13. もう一度 笑って
6thアルバム『LOCKS』収録曲。
14. The first cry
6thアルバム『LOCKS』収録曲。
15. 恋することしか出来ないみたいに 〜恋の蕾ver.〜
3rdアルバム『Crystallize 〜君という光〜』収録曲。リアレンジバージョン。
16. 空に花火
新曲。TBSテレビ『噂の!東京マガジン』のエンディングテーマ（同番組へのタイアップは、2009年の「花は咲いて ただ揺れて」より2度目）。